# Manuel Fettner

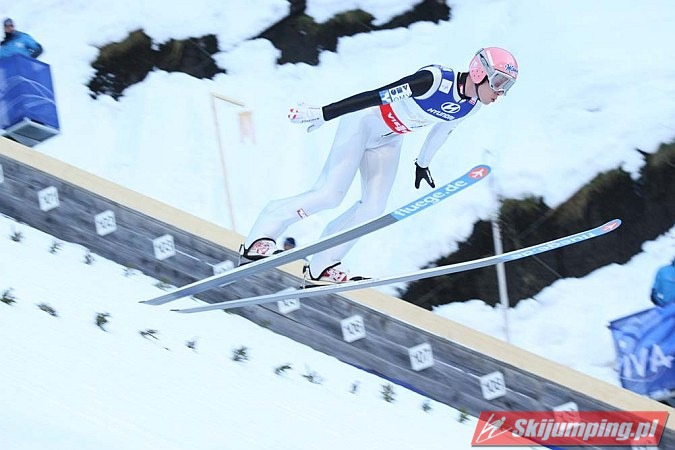
Manuel Fettner bei der Weltmeisterschaft 2013

Manuel Fettner (* 17. Juni 1985 in Wien) ist ein österreichischer Skispringer. Seine bisher größten Erfolge sind der Olympiasieg im  Teamwettbewerb von der Großschanze und der Gewinn der Silbermedaille auf der Normalschanze bei den Olympischen Winterspielen 2022 sowie der Titelgewinn mit der Mannschaft bei den Nordischen Skiweltmeisterschaften 2013. Er springt für den SV Innsbruck-Bergisel. Im Mai 2025 verkündete Fettner, dass er nach der Weltcupsaison 2025/26 mit dem Skispringen aufhören werde.

## Werdegang
Fettners Talent zeigte sich erstmals in der Saison 1999/2000, in der er direkt Österreichischer Vizemeister wurde und zwei Springen im Continental Cup gewann. Am 4. Jänner 2001 debütierte Fettner im Weltcup bei der Vierschanzentournee in Innsbruck, wo er 44. wurde. Nur zwei Tage später erreichte er beim letzten Springen der Tournee allerdings schon den fünften Rang. Bei den Junioren-Weltmeisterschaften 2001 im polnischen Karpacz gewann er sowohl im Einzel, als auch mit der österreichischen Mannschaft jeweils die Silbermedaille.
Auch im Skisprung-Weltcup 2001/02 ging Fettner an den Start und errang 19 Weltcuppunkte. Bei den Junioren-Weltmeisterschaften 2002 in Schonach im Schwarzwald wurde er mit der österreichischen Mannschaft erneut Zweiter und im Einzelwettbewerb Zwölfter. Während er in der Saison 2002/03 zwar im Continental Cup erneut erfolgreich war und im schwedischen Sollefteå sogar erstmals Juniorenweltmeister mit der Mannschaft wurde (im Einzel wurde er Sechster), schaffte er in jenem Winter den Sprung in den Weltcup nicht. Auch in der für ihn nicht erfolgreichen Saison 2003/04 verfehlte er den Start in der höchsten Klasse, in die er erst im Jänner 2005, erneut beim letzten Springen der Vierschanzentournee in Bischofshofen zurückkehrte.
Im Skisprung-Weltcup 2005/06 erreichte Fettner wieder Weltcuppunkte, ebenso in der Saison 2006/07, in der ihm als bestes Resultat ein neunter Rang gelang. Nachdem er auch in den Winter 2007/08 mit einem siebten und einem achten Platz gut gestartet war, verpasste er in der Folge allerdings weitere Top-10-Platzierungen.
Fettner gewann bis zum Saisonende 2009 sechs Continental-Cup-Springen, insgesamt kam er 23-mal auf das Podest. Außerdem triumphierte er einmal im FIS Cup und zweimal mit dem Team im Sommer-Grand-Prix, zudem siegte er dreimal bei der Universiade (2005 Normalschanze und Großschanze, 2007 Team).
Bei der Vierschanzentournee 2010/11 erreichte er beim Auftaktspringen in Oberstdorf an der Schattenbergschanze mit Platz drei seinen ersten Podestplatz.
Bei den Nordischen Skiweltmeisterschaften 2013 in Val di Fiemme gewann er mit der Mannschaft auf der Großschanze die Goldmedaille. Die österreichische Mannschaft verdankte ihren Sieg – neben den guten Sprüngen – vor allem auch den skifahrerischen Qualitäten Fettners, der bei der Landung seinen rechten Ski verlor und auf lediglich einem Ski ohne in den Schnee fassen zu müssen bis hinter die Sturzlinie fuhr. Durch diese Leistung gelang es ihm, erhebliche Punktabzüge, die die österreichische Mannschaft hätten zurückfallen lassen, zu vermeiden. In den Einzelwettbewerben wurde er 15. (Großschanze) und 20. (Normalschanze).
In der Saison 2013/14 gelangen ihm drei weitere Continental-Cup-Siege in Engelberg, Brotterode und Seefeld sowie vier weitere Podestplätze. Außerdem gewann er die Winterwertung des Continental Cups. In der darauffolgenden Saison gelang ihm mit einem Sieg in Rena nur eine Platzierung unter den ersten drei im COC.
Fettner nahm an der Skiflug-Weltmeisterschaft 2016 in Tauplitz/Bad Mitterndorf teil. Nach dem 25. Platz im Einzel holte er zusammen mit Stefan Kraft, Manuel Poppinger und Michael Hayböck im Mannschaftswettbewerb die Bronzemedaille.
Im Oktober 2016 gewann Fettner bei den Österreichischen Meisterschaften 2016 in Eisenerz zusammen mit Andreas Kofler, Elias Tollinger und Clemens Aigner im Mannschaftswettbewerb die Goldmedaille. Außerdem gewann er zweimal Gold im Einzelwettbewerb, sowohl auf der Normalschanze als auch auf der Großschanze.
Die Saison 2016/17 war seine bisher erfolgreichste Weltcup-Saison. Im November 2016 erreichte er in Ruka mit dem dritten Platz seinen zweiten Podiumsplatz seiner Karriere in einem Einzel-Weltcupspringen. Dieses Ergebnis konnte er im Jänner 2017 in Willingen mit einem weiteren dritten Rang bestätigen. Durch seine guten Leistungen nahm er an den Nordischen Skiweltmeisterschaften in Lahti teil. In den Einzelwettbewerben belegte er die Plätze 12 von der Normalschanze und 18 von der Großschanze. Im Teamspringen holte er mit Michael Hayböck, Gregor Schlierenzauer und Stefan Kraft die Bronzemedaille. Am 11. März 2017 gewann er beim Mannschaftswettbewerb in Oslo zusammen mit Michael Hayböck, Markus Schiffner und Stefan Kraft seinen ersten Weltcup überhaupt. Am Ende der Saison belegt er Platz zehn im Gesamtweltcup, was bis dahin seine beste Platzierung war.
Im Februar 2018 nahm er im Alter von 32 Jahren erstmals an den Olympischen Winterspielen in Pyeongchang teil. Er war Teil des fünfköpfigen Aufgebotes der österreichischen Skispringer und nahm an allen drei Wettbewerben teil. Auf der Normalschanze belegte er den 23. Rang, auf der Großschanze verpasste er als 32. den Finaldurchgang und im Mannschaftswettbewerb von der Großschanze wurde er zusammen mit Stefan Kraft, Gregor Schlierenzauer und Michael Hayböck Vierter.
Bei den Weltmeisterschaften 2019 in Seefeld in Tirol wurde er beim Springen auf der Großschanze, das auf der heimischen Bergiselschanze in Innsbruck ausgetragen wurde, eingesetzt und belegte den 24. Platz.
In der Saison 2019/20 beendete er die Saison nach der Vierschanzentournee 2019/20 wegen schlechten sportlichen Leistungen vorzeitig; er hatte bis zu dem Zeitpunkt noch keinen Weltcuppunkt erreichen können.
Nach verhaltenen Leistungen in der Saison 2020/21 konnte sich Fettner im darauffolgenden Winter steigern, u. a. gelang ihm beim dritten Springen der Vierschanzentournee ein fünfter Rang. In der vorangegangenen Qualifikation verlor Fettner, ähnlich wie 2013 in Val di Fiemme, während der Landung seinen rechten Ski, konnte sich jedoch über die Sturzlinie retten.
Bei den Olympischen Winterspielen 2022 errang er überraschend die Silbermedaille auf der Normalschanze. Auf der Großschanze wurde er Siebter und mit dem österreichischen Mixed-Team belegte er den fünften Rang. Er wurde im österreichischen Team gemeinsam mit Stefan Kraft, Daniel Huber und Jan Hörl Olympiasieger im Mannschaftswettbewerb von der Großschanze. Damit ist Fettner der älteste österreichische Sieger bei Olympischen Winterspielen.
Bei der Skiflug-Weltmeisterschaft 2022 im norwegischen Vikersund wurde er im Einzel 16. und mit der österreichischen Mannschaft Vierter. Zwei Jahre später erreichte er bei der Skiflug-Weltmeisterschaft in Tauplitz/Bad Mitterndorf im Mannschaftsbewerb die Silbermedaille, nachdem er im Einzel 35. wurde.

## Erfolge

### Weltcupsiege im Team
| Nr. | Datum            | Ort           | Typ         |
| --- | ---------------- | ------------- | ----------- |
| 01. | 11. März 2017    | Oslo          | Großschanze |
| 02. | 4. Dezember 2021 | Wisła         | Großschanze |
| 03. | 9. Jänner 2022   | Bischofshofen | Großschanze |
| 04. | 14. Jänner 2023  | Zakopane      | Großschanze |
| 05. | 20. Jänner 2024  | Zakopane      | Großschanze |
| 06. | 29. März 2025    | Planica       | Flugschanze |

### Grand-Prix-Siege im Einzel
| Nr. | Datum           | Ort         | Typ         |
| --- | --------------- | ----------- | ----------- |
| 01. | 7. August 2022  | Courchevel  | Großschanze |
| 02. | 7. Oktober 2023 | Klingenthal | Großschanze |

### Grand-Prix-Siege im Team
| Nr. | Datum              | Ort          | Typ           |
| --- | ------------------ | ------------ | ------------- |
| 01. | 5. August 2006     | Hinterzarten | Normalschanze |
| 02. | 26. Juli 2008      | Hinterzarten | Normalschanze |
| 03. | 6. August 2011     | Hinterzarten | Normalschanze |
| 04. | 17. September 2022 | Râșnov       | Normalschanze |

### Continental-Cup-Siege im Einzel
| Nr. | Datum              | Ort              | Typ           |
| --- | ------------------ | ---------------- | ------------- |
| 01. | 2. Jänner 2001     | Innsbruck        | Normalschanze |
| 02. | 10. Februar 2001   | Titisee-Neustadt | Großschanze   |
| 03. | 10. Februar 2002   | Gallio           | Normalschanze |
| 04. | 1. Dezember 2007   | Pragelato        | Großschanze   |
| 05. | 13. Dezember 2007  | Rovaniemi        | Normalschanze |
| 06. | 24. Februar 2008   | Ramsau           | Normalschanze |
| 07. | 20. September 2008 | Villach          | Normalschanze |
| 08. | 22. März 2009      | Kuusamo          | Großschanze   |
| 09. | 30. Jänner 2010    | Iron Mountain    | Großschanze   |
| 10. | 6. Februar 2010    | Zakopane         | Großschanze   |
| 11. | 7. Februar 2010    | Zakopane         | Großschanze   |
| 12. | 14. Jänner 2012    | Titisee-Neustadt | Großschanze   |
| 13. | 15. Jänner 2012    | Titisee-Neustadt | Großschanze   |
| 14. | 25. Februar 2012   | Wisła            | Großschanze   |
| 15. | 19. Jänner 2013    | Bischofshofen    | Großschanze   |
| 16. | 20. Jänner 2013    | Bischofshofen    | Großschanze   |
| 17. | 27. Jänner 2013    | Titisee-Neustadt | Großschanze   |
| 18. | 27. Dezember 2013  | Engelberg        | Großschanze   |
| 19. | 15. Februar 2014   | Brotterode       | Großschanze   |
| 20. | 21. Februar 2014   | Seefeld          | Normalschanze |
| 21. | 14. Dezember 2014  | Rena             | Großschanze   |
| 22. | 10. März 2018      | Zakopane         | Großschanze   |
| 23. | 11. März 2018      | Zakopane         | Großschanze   |
| 24. | 21. August 2021    | Râșnov           | Normalschanze |
| 25. | 11. September 2021 | Bischofshofen    | Großschanze   |
| 26. | 26. September 2021 | Klingenthal      | Großschanze   |
| 27. | 14. September 2024 | Trondheim        | Großschanze   |
| 28. | 15. September 2024 | Trondheim        | Großschanze   |
| 29. | 28. Dezember 2024  | Engelberg        | Großschanze   |
| 30. | 1. Februar 2025    | Lillehammer      | Großschanze   |
| 31. | 2. Februar 2025    | Lillehammer      | Großschanze   |
| 32. | 22. Februar 2025   | Iron Mountain    | Großschanze   |

### Continental-Cup-Siege im Team
| Nr. | Datum            | Ort              | Typ           |
| --- | ---------------- | ---------------- | ------------- |
| 01. | 26. August 2000  | Winterberg       | Normalschanze |
| 02. | 10. Februar 2001 | Titisee-Neustadt | Großschanze   |
| 03. | 18. Februar 2001 | Planica          | Großschanze   |

## Statistik

### Weltcup-Platzierungen
| Saison  | Platz | Punkte |
| ------- | ----- | ------ |
| 2000/01 | 54.   | 045    |
| 2001/02 | 58.   | 019    |
| 2005/06 | 42.   | 050    |
| 2006/07 | 48.   | 048    |
| 2007/08 | 29.   | 160    |
| 2008/09 | 66.   | 010    |
| 2009/10 | 39.   | 082    |
| 2010/11 | 12.   | 460    |
| 2011/12 | 41.   | 071    |
| 2012/13 | 30.   | 211    |
| 2013/14 | 46.   | 098    |
| 2014/15 | 33.   | 146    |
| 2015/16 | 24.   | 238    |
| 2016/17 | 10.   | 703    |
| 2017/18 | 27.   | 137    |
| 2018/19 | 31.   | 166    |
| 2020/21 | 49.   | 050    |
| 2021/22 | 17.   | 424    |
| 2022/23 | 10.   | 755    |
| 2023/24 | 12.   | 703    |
| 2024/25 | 18.   | 458    |

### Grand-Prix-Platzierungen
| Saison | Platz | Punkte |
| ------ | ----- | ------ |
| 2005   | 31.   | 048    |
| 2006   | 13.   | 165    |
| 2008   | 66.   | 011    |
| 2009   | 19.   | 098    |
| 2011   | 21.   | 142    |
| 2012   | 56.   | 020    |
| 2013   | 80.   | 006    |
| 2014   | 60.   | 019    |
| 2015   | 45.   | 053    |
| 2016   | 60.   | 023    |
| 2017   | 35.   | 054    |
| 2018   | 37.   | 048    |
| 2021   | 45.   | 039    |
| 2022   | 02.   | 210    |
| 2023   | 10.   | 157    |
| 2024   | 28.   | 090    |

## Privates
Fettner hat mehrere Brüder. Sein Halbbruder Daniel ist aktuell Medienbetreuer beim ÖSV. Nicolas Fettner (* 1987) war ebenfalls Skispringer und Julian Fettner (* 1992) war Nordischer Kombinierer und ist nun als Richter tätig.
Im Mai 2022 gab er bekannt, dass er und seine Freundin Sylvana Nachwuchs erwarten. Kurz vor der Geburt ihres Kindes wurde im Oktober 2022 die Trennung der beiden bekannt. Seit 2023 ist Fettner mit der 16 Jahre jüngeren Skispringerin Lisa Eder liiert.